# Коледж Рассела Сейджа
Коледж Рассела Сейджа або Рассел-Сейдж-Коледж (англ. Russell Sage College) — це коледж спільного навчання для чоловіків і жінок з двома студмістечками, розташованими в Олбані та Трої, Нью-Йорк, приблизно за 240 кілометрів на північ від Нью-Йорка. Коледж пропонує бакалаврські та магістерські програми, а також програми, по закінченню яких видаються сертифікати. Станом на 2020 рік навчається приблизно 1300 студентів бакалаврату та 1200 аспірантів.

## Історія
Коледж Рассела Сейджа був заснований в 1916 році Марґарет Олівією Слокум Сейдж, суфражисткою, як «школа практичних навичок». Марґарет Сейдж назвала коледж на честь свого чоловіка Рассела Сейджа, який був американським фінансистом, керівником залізниці та конгресменом від штату Нью-Йорк. Разом з Елізою Келлас, керівником школи Емми Віллард, Марґарет Сейдж брала активну участь у жіночому суфражистському русі. Спочатку коледж діяв згідно зі статутом школи Емми Віллард, присвоївши перший ступінь бакалавра в 1918 році та випустивши перший клас у 1920 році. У 1927 році Регентська рада штату Нью-Йорк видала окрему хартію для Коледжу Рассела Сейджа та підтвердила статус школи Емми Віллард як середньої школи.
Під час Другої світової війни було створено «екстрене відділення для чоловіків», а в 1942 році був присвоєний перший магістерський або аспірантський ступінь. У 1949 році було відкрито олбанську філію, в якій можна було навчатись на дворічних, чотирирічних програмах та на аспірантурі відповідно до хартії Коледжу Рассела Сейджа. У олбанській філії могли навчатись чоловіки. У 1957 році Молодший коледж Сейджа в Олбані отримав право видавати дипломи. У 1995 році Вища школа Сейджа отримала право присвоювати ступені незалежно, Вечірній коледж Сейджа був визнаний окремою адміністративною одиницею, а Рада регентів штату Нью-Йорк перейменувала заклад на Коледжі Сейджа. У 2001 році Молодший коледж Сейджа та Вечірній коледж Сейджа стали єдиною організацією — Коледжем Сейджа Олбані.
З 1 липня 2020 року зі зміною хартії та починаючи з осіннього семестру того року, Коледж Рассела Сейджа, Коледж Сейджа Олбані та Вища школа Сейджа об'єдналися під однією назвою — Коледж Рассела Сейджа, один коледж із двома студмістечками в Олбані і Трої, Нью-Йорк.

## Рейтинги
В рейтингу американських університетів на 2024 рік, що складається виданням US News & World Report, Коледж Рассела Сейджа посів 195 місце. В рейтингу «Навчальний заклад з найкращою цінністю», який також складається US News & World Report, коледж обійняв 35 місце. Крім того, університет посів 263 місце в рейтингу навчальних програм із сестринської справи, 137 місце — в рейтинг найкращих навчальних закладів для ветеранів, 15 місце — в рейтингу «Соціальна мобільність».

## Навчання
У коледжі пропонуються наступні спеціальності:
бакалаврат
- Мистецтво та розширені медіа (бакалавр витончених мистецтв)
- Біологія (бакалавр мистецтв, бакалавр наук)
- Ділове адміністрування (бакалавр ділового адміністрування, бакалавр наук)
- Педагогіка дитинства (бакалавр наук)
- Творче мистецтво в терапії (бакалавр наук)
- Англійська мова (бакалавр мистецтв)
- Графічний та медіа-дизайн (бакалавр витончених мистецтв)
- Науки про здоров'я (бакалавр наук)
- Історія (бакалавр мистецтв)
- Інтер'єр і просторовий дизайн (бакалавр витончених мистецтв)
- Міждисциплінарні дослідження (бакалавр мистецтв, бакалавр наук)
- Право і суспільство (бакалавр наук)
- Правознавство (Сертифікат)
- Музичний театр (бакалавр наук)
- Сестринська справа, передліцензійний етап (бакалавр наук)
- Сестринська справа (бакалавр наук)
- Наука про харчування (бакалавр наук)
- Організаційні дослідження (бакалавр професієзнавства)
- Фізичне виховання (бакалавр наук)
- Передмедичні дослідження пост-бакалаврат (Сертифікат)
- Психологія (бакалавр наук)
- Громадська охорона здоров'я (бакалавр наук)
- Соціологія (бакалавр мистецтв)
- Спортивний та рекреаційний менеджмент (бакалавр наук)
- Театр (бакалавр мистецтв)
- Письмо та сучасна думка (бакалавр наук)

Магістратура та аспірантура
- Геронтологічна медична сестра для дорослих (Магістр наук)
- Прикладний поведінковий аналіз та аутизм (Магістр наук)
- Прикладне харчування (Магістр наук)
- Дитинство/педагогіка грамотності (Магістр наук)
- Дитинство/спеціальна педагогіка (Магістр наук)
- Громадська психологія (Магістр наук)
- Консультування та громадська психологія (Магістр наук)
- Лідерство в педагогіці (Доктор педагогічних наук)
- Сімейна медсестра (Магістр наук)
- Сімейна психіатрична медична сестра (Магістр наук)
- Судова експертиза психічного здоров'я (Магістр наук)
- Адміністрація охорони здоров'я (Магістр наук)
- Педагогіка грамотності (Магістр наук)
- Грамотність/спеціальна педагогіка (Магістр наук)
- Магістр ділового адміністрування (MBA)
- Харчування та дієтологія (Магістр наук)
- Реабілітаційна терапія (Магістр наук)
- Організаційний менеджмент (Магістр наук)
- Фізична терапія (Доктор фізичної терапії)
- Професійне шкільне консультування (Магістр наук)
- Професійне шкільне консультування — поглиблене навчання (сертифікат)
- Шкільна медична педагогіка (Магістр наук)

## Студмістечка
Автономне студмістечко площею 4 гектари розташовано в історичному районі Трої, штат Нью-Йорк, з резиденціями 19-го століття з коричневого каменю, вікторіанськими воротами, внутрішніми двориками та огородженими садами. Неподалік є доріжка для боулінгу, численні антикварні та ювелірні магазини, громадська бібліотека та кілька кав'ярень. Студенти мають легкий доступ до громадського транспорту.

### Гуртожитки та будинки
Кілька будівель із коричневого каменю зараз використовуються для студентського житла замість традиційних гуртожитків.
Два міжнародних будинки, «Французький дім» та «Іспанський дім», призначені для студентів, які вивчають або розмовляють відповідно французькими та іспанськими мовами. Для того, щоб отримати житло в цих будинках, необхідно, щоб у процесі подання заявки студент або спеціалізувався на одній з цих мов, або проходив курс з однієї з цих мов. «Німецький дім» колись висував такі ж вимоги, але зараз більше не вимагає, щоб студенти володіли німецькою мовою. У цьому гуртожитку переважно проживають студенти старших та молодших курсів, та один чи два второкурсника.
Гуртожиток «Вул-хауз» або «Вовняний будинок» призначений для студентів-відмінників. Щоб подати заявку на проживання у «Вул-хаузі», середній бал студента має дорівнювати 3,0 або вище, студент має брати участь у громадських роботах та у заходах студмістечка. Заявки приймаються на основі кваліфікації, а потім — старшинства. оскільки кількість житла у «Вул-хаузі» — обмежена.
Серед інших гуртожитків — Макмарі, Спайсер та Ґейл, вони об'єднані в один гуртожиток і разом називаються MSG. Вестибюль MCG був відреставрований на початку 1990-х років для зйомок фільму «Епоха невинності». Ці гуртожитки названі на честь людей, які раніше ними володіли.
Студенти першого курсу живуть у Келлас-холі та Слоукум-холі. У 2008 році вестибюлі в них були оновлені новими меблями та плазмовими телевізорами.
Маккінстрі-хол, розташований над їдальнею, призначений для першокурсників. Через фінансові причини та невелику кількість студентів в цьому гуртожитку студенти не жили кілька років. Він використовується час від часу протягом року для спеціальних заходів.
Гуртожитки для старшокурсників включають Сейдж-хол, Меннінґ-хол і Рікетс-хол. Сейдж-хол — єдиний гуртожиток без кухні. У Менніґ-холі живуть в основному студенти магістратури та аспірантури, він містить одномісні кімнати. Рікетс-хол призначений лише для студентів магістратури та аспірантів, але якщо в студмістечку проживатиме більше студентів магістратури та аспірантури, ніж очікувалося, їх, швидше за все, розмістять у Меннінґ-холі.
|                                |
| Вивіска Коледжу Рассела Сейджа |

|           |
| Буш-центр |

|                  |
| Рассел-Сейдж-хол |

|                 |
| Французький дім |

|                 |
| Робінсон-коммон |

|                        |
| Меморіальний хол Герлі |

|                                   |
| Бібліотека Джеймса Вілкока Кларка |

|                   |
| Павільйон Бухмана |

## Студентське життя
Є різноманітні студентські організації, такі як Фі-Каппа-Фі та інші почесні товариства, студентська газета Quill, а капела гурт The Sagettes та літературний журнал Review, а також різноманітні культурні, релігійні, академічні, мистецькі та спортивні групи.

### Традиції
Коледж Рассела Сейджа має багату історію студентських традицій, найвизначнішою з яких є зміна кольорів курсів. Парним курсам присвоюють звання «Золоті підкови» або «Фіолетові корови», а непарним курсам — «Блакитні ангели» або «Червоні дияволи». Після того, як у травні випускається старший курс, у вересні цей колір призначається новому першому курсу.
Серед інших традицій:
- Старші сестри/менші сестри : коли студентка першого курсу вступає до Коледжу Рассел Сейдж, їй призначають старшу сестру в молодшому курсі.
- Вечір банерів : перед тим, як першокурсники прибувають до студмістечка, їх старша сестра створить банер із кольором та роком їхнього класу. Цей банер вручається першокурсникам на Вечорі баннерів.
- Кольоровий вечір : на кольоровий вечір оголошуються старости першого курсу. Назва ночі змінюється щороку залежно від кольору першого курсу (тобто Золота ніч, Синя ніч тощо).
- Светри із кольором курсу : студенти першого курсу замовляють светри восени, які доставляють їм на початку Ралі (див. нижче). Светри мають колір їхнього класу та містять герб коледжу, а також рік випуску на лівій груді.
- Курсові вечері : кожен курс проводить офіційну вечерю один раз на навчальний рік.
- Кільцева вечеря — вечеря для молодших курсів, яка традиційно проводиться в осінньому семестрі, під час якої студенти отримують курсові каблучки.
- Ралі — збір коштів для громадських благодійних організацій у дружньому змаганні. Ралі проходить під наглядом старшого курсу.
- День ралі : останній день ралі.
- Ніч светрів : першокурсникам дозволяється вперше одягнути светри із кольором курсу опівночі.
- Розгром кімнати : старші сестри намагаються знайти светр із кольором курсу своєї молодшої сестри. Якщо вони знаходять светр своєї сестри, вони крадуть його — старша сестра буде триматися за нього та носити на талії під час ралі.
- День класу : на щорічній весняній церемонії переходу, яка проводиться наприкінці навчального року перед початком випускних іспитів, усі курси «випускаються» на наступний курс коледжу.

### Спорт
Окрім клубних і внутрішніх команд, у Коледжі Рассела Сейджа є спортивна команда «Ґейторс» або «Алігатори». Коледж бере участь в іграх третього дивізіону Національної асоціації студентського спорту. Зараз у коледжі діють 17 спортивних команд, 3 нові команди були додані в 2021—2022 навчальному році. Ці нові команди включають бейсбол, жіночий гольф і кіберспорт.

## Відомі люди

### Випускники
- Елізабет Енн Аллен — актриса
- Енн Каракрісті — криптоаналітик і колишній заступник директора Агентства національної безпеки
- Пруденс Бушнелл — дипломат
- Джінні Браун-Вейт — член Палати представників США
- Мері Донох'ю — суддя та колишня лейтенант-губернаторка Нью-Йорка
- Мірейя Роблес — письменниця та літературний критик
- Френні Ліндсі — поетеса
- Френсіс Террі Макнамара — дипломат
- Маркус Паттерсон — американо-ямайський професійний баскетболіст

### Викладачі та співробітники
- Ерік Волленкотт Барнс — дипломат і колишній голова кафедри англійської мови
- Роберт О. Фінк — відомий папіролог і класицист
- Еліза Келлас — відомий педагог і співзасновник коледжу
- Дін П. Тейлор — політик і опікун коледжу

### Почесні ступені
- Кетрін Берр Блоджетт — американська вчена-хімік[8]
- Дороті Лавінія Браун — афроамериканський хірург і політик[9]
- Джоан Ґанц Куні — бізнесвумен і телепродюсер
- Една Ф. Келлі — член Конгресу
- Енн Мері Мозес — американська художниця[10]
- Френсіс Террі Макнамара — дипломат
- Аніта Роддік — дама-командор ордена Британської імперії та засновниця косметичного бренду The Body Shop
- Ненсі Роман — астроном
- Елеонора Рузвельт — перша леді (одержувач першого почесного ступеня від Коледжу Рассела Сейджа)[11]
- Роланд В. Шмітт — бізнесмен
- Хамді Улукая — засновник і генеральний директор американської компанії з виробництва йогуртів Chobani
- Соня Сотомайор — суддя Верховного суду США
- Дороті Томпсон — американська журналістка впливова у 1930-х та 1940-х роках[12]